# Triphleba admirabilis
Triphleba admirabilis är en tvåvingeart som beskrevs av Schmitz 1927. Triphleba admirabilis ingår i släktet Triphleba, och familjen puckelflugor. Arten har ej påträffats i Sverige.